# Lhota u Lysic
Pour les articles homonymes, voir Lhota.
Lhota u Lysic (en allemand : Lhottka) est une commune du district de Blansko, dans la région de Moravie-du-Sud, en Tchéquie. Sa population s'élevait à 136 habitants en 2020.

## Géographie
Lhota u Lysic se trouve à 5 km au sud-sud-ouest de Kunštát, à 16 km au nord-ouest de Blansko, à 32 km au nord-nord-ouest de Brno et à 163 km à l'est-sud-est de Prague.
La commune est limitée par Kunštát et Kunice au nord, par Drnovice et Lysice à l'est, par Štěchov et Kunčina Ves au sud, et par Bedřichov à l'ouest.

## Histoire
La première mention écrite de la localité date de 1351.